# Alen Bokšić
Alen Bokšić (wym. [ˈalɛn ˈbɔkʃitɕ]; ur. 21 stycznia 1970 w Makarskiej) – chorwacki piłkarz grający na pozycji napastnika.

## Kariera klubowa

### Jugosławia
Bokšić urodził się w znanym nadmorskim kurorcie Makarska. Tam też młody Alen stawiał pierwsze piłkarskie kroki w małym klubie Zmaj. Już jako 17-latek Bokšić trafił do jednej z najlepszych drużyn Chorwacji, wtedy jeszcze Jugosławii, Hajduka Split. W pierwszym sezonie (1987/1988) najczęściej wchodził na boisko z ławki rezerwowych i zdołał nawet zdobyć 2 bramki w 1. lidze Jugosławii. W sezonie 1988/1989 był już zawodnikiem pierwszego składu i będąc jeszcze nastolatkiem radził sobie coraz lepiej. Zdobył 7 bramek, a w sezonie 1990/1991 kolejne 12. Wtedy wielkie europejskie zaczęły się przyglądać talentowi Alena, jednak na jeszcze jeden sezon został w Hajduku i odszedł z niego dopiero latem 1991 tuż po zdobyciu zwycięskiego gola w finale Pucharu Jugosławii ze Crveną Zvezdą Belgrad. Z Hajdukiem, w barwach którego zdobył 60 bramek, zdobył także Puchar Ligi Jugosłowiańskiej w latach 1987 i 1991.

### Francja
Bokšić trafił do Francji, do Olympique Marsylia. Jednak w zespole tym było już 3 obcokrajowców w składzie i Alen musiał zostać wypożyczony do AS Cannes. Ciągle jednak odnosił kontuzje, co pozwoliło mu zagrać tylko w jednym meczu w lidze – 21 grudnia 1991 z Olympique Lyon (0:0). W Olympique Marsylia zagrał za to w następnym sezonie (1992/1993). Zadebiutował już w 1. kolejce ligowej 8 sierpnia 1992 w wygranym 2:1 meczu z Toulouse FC. Przez cały sezon zagrał w 37 na 38 możliwych meczów, stworzył bramkostrzelny atak z Niemcem Rudi Völlerem, a 23 bramki Alena dały mu tytuł ligowego króla strzelców. Olympique zdobyło mistrzostwo Francji, jednak w wyniku afery z kupowaniem meczów, odebrano im tytuł i zdegradowano do Ligue 2. Z Olympique w tym samym sezonie Bokšić zdobył Puchar Mistrzów i wystąpił w zwycięskim 1:0 meczu z A.C. Milan. W plebiscycie France Football na najlepszego piłkarza Europy Bokšić zajął drugie miejsce za Roberto Baggio. W Olympique Alen wystąpił jeszcze w 12 meczach rundy jesiennej sezonu 1993/1994, ale nie chciał już grać w 2. lidze francuskiej i odszedł do włoskiego S.S. Lazio.

### Włochy
W Serie A w barwach Lazio Bokšić zadebiutował 7 listopada 1993 roku w wygranym 2:1 w Neapolu meczu z tamtejszym SSC Napoli. Natomiast pierwszą swoją bramkę w Serie A zdobył już w następnej kolejce ligowej, 21 listopada w przegranym na własnym stadionie 1:2 meczu z Torino FC (Alen zdobył gola w 9 minucie na 1:0 dla Lazio). O miejsce w ataku Bokšić musiał konkurować z bardzo dobrymi napastnikami włoskimi, Pierluigim Casiraghim i Giuseppe Signorim. Jednak do końca sezonu 1993/1994 to właśnie Bokšić grał w podstawowym składzie, ale zdobył tylko 4 bramki w całym sezonie. Lazio z nim w składzie zajęło 4. miejsce w lidze. W sezonie 1994/1995 Bokšić grał mniej i częściej przesiadywał na ławce, ale leczył przez pewien czas kontuzję. Signori zdobył 17 goli, a i Casiraghi zdobył więcej bramek od Bokšicia w lidze (12, podczas gdy Alen 9). Jednak drużynie Lazio wyszło to na dobre, z tak bramkostrzelnym atakiem zdobyło wicemistrzostwo Włoch i awansowało do Pucharu UEFA. W sezonie 1995/1996 Bokšić również więcej przebywał na ławce, a i Signori i Casiraghi znowu byli w formie (Signori został nawet królem strzelców ligi z 21 golami). Lazio zajęło 3. miejsce w lidze. Latem 1996 do Lazio ściągnięto współkróla strzelców ligi Igora Prottiego z AS Bari i Bokšić zdecydował się odejść do Juventusu. Pomimo że z Juventusem został mistrzem Włoch, nie mógł sezonu zaliczyć do udanych strzelił tylko 3 bramki w 22 meczach. Zagrał także w finale Ligi Mistrzów, który Juventus przegrał 1:3 z Borussią Dortmund. Po sezonie pożegnano go bez żalu, a Bokšić wrócił do Lazio. W sezonie 1997/1998 Lazio zdobyło Puchar Włoch, przez co w następnym sezonie mogło zagrać w Pucharze Zdobywców Pucharów. W lidze zajęło dopiero 7. miejsce, co przyjęto jako porażkę, ale do Bokšicia nie można było mieć pretensji, był jednym z najlepszych zawodników Lazio w sezonie. Zdobył 10 bramek i tylko Pavel Nedvěd zdobył więcej od niego w drużynie (11 goli). W sezonie 1998/1999 doznał ciężkiej kontuzji kolana i stracił prawie cały sezon. Zagrał w 3 meczach ligowych, ale może czuć się zdobywcą Pucharu Zdobywców Pucharów z Lazio. Nie zagrał jednak w finałowym meczu wygranym 2:1 z RCD Mallorca. W sezonie 1999/2000 Bokšić z rzymskim klubem został mistrzem Włoch, ale sam nie był w formie, a w ataku częściej od niego grali Marcelo Salas czy Fabrizio Ravanelli. I jak się potem okazało był to ostatni sezon Alena w Serie A, strzelił w nim tylko 4 gole w lidze w 19 meczach i zdecydował się odejść.

### Anglia
Latem 2000 roku Bokšić podpisał kontrakt z angielskim zespołem Middlesbrough FC. Dzięki tygodniowym zarobkom w wysokości 62 tysięcy funtów stał się najlepiej opłacanym zawodnikiem w Premiership. W drużynie Middlesbrough Bokšić zadebiutował już w 1. kolejce Premiership, 19 sierpnia 2000 roku w wygranym 3:1 wyjazdowym meczu z Coventry City. Bokšić wtedy dwukrotnie wpisał się na listę strzelców i rozegrał kapitalne spotkanie. W całym sezonie zdobył 12 bramek dla Boro i był najlepszym strzelcem drużyny i uznany najlepszym graczem sezonu przez kibiców swojego klubu. W sezonie 2001/2002 swoimi 8 bramkami Bokšić pomógł Middlesbrough w utrzymaniu w Premiership, a Boro zajęło 12. miejsce. Sezon 2002//2003 był, jak się później okazało ostatnim w karierze Bokšicia. Alen zmagał się znów z kontuzjami, wystąpił tylko w połowie meczów Middlesbrough w sezonie i zdobył tylko 2 bramki. Latem 2003 zdecydował się zakończyć swoją bogatą karierę.

### Kariera w liczbach
| Sezon   | Klub               | Kraj       | Rozgrywki                     | Mecze | Bramki |
| ------- | ------------------ | ---------- | ----------------------------- | ----- | ------ |
| 1987/88 | Hajduk Split       | Jugosławia | 1. liga Jugosławii            | 13    | 2      |
| 1988/89 | Hajduk Split       | Jugosławia | 1. liga Jugosławii            | 26    | 7      |
| 1989/90 | Hajduk Split       | Jugosławia | 1. liga Jugosławii            | 27    | 12     |
| 1990/91 | Hajduk Split       | Jugosławia | 1. liga Jugosławii            | 29    | 6      |
| 1991/92 | AS Cannes          | Francja    | Ligue 1                       | 1     | 0      |
| 1992/93 | Olympique Marsylia | Francja    | Ligue 1                       | 37    | 21     |
| 1993/94 | Olympique Marsylia | Francja    | Ligue 2                       | 12    | 3      |
| 1993/94 | S.S. Lazio         | Włochy     | Serie A                       | 21    | 4      |
| 1994/95 | S.S. Lazio         | Włochy     | Serie A                       | 23    | 9      |
| 1995/96 | S.S. Lazio         | Włochy     | Serie A                       | 23    | 4      |
| 1996/97 | Juventus F.C.      | Włochy     | Serie A                       | 22    | 3      |
| 1997/98 | S.S. Lazio         | Włochy     | Serie A                       | 26    | 10     |
| 1998/99 | S.S. Lazio         | Włochy     | Serie A                       | 3     | 0      |
| 1999/00 | S.S. Lazio         | Włochy     | Serie A                       | 19    | 4      |
| 2000/01 | Middlesbrough FC   | Anglia     | Premiership                   | 28    | 12     |
| 2001/02 | Middlesbrough FC   | Anglia     | Premiership                   | 22    | 8      |
| 2002/03 | Middlesbrough FC   | Anglia     | Premiership                   | 18    | 2      |
|         |                    |            | Łącznie w 1. lidze Jugosławii | 95    | 27     |
|         |                    |            | Łącznie w Ligue 1             | 38    | 7      |
|         |                    |            | Łącznie w Serie A             | 137   | 34     |
|         |                    |            | Łącznie w Premiership         | 68    | 22     |

## Kariera reprezentacyjna
Bokšić na początku kariery występował w młodzieżowej reprezentacji Jugosławii. W reprezentacji A jednak nigdy nie zadebiutował pomimo tego, że został przez selekcjonera Ivicę Osima powołany do 22-osobowej kadry na Mistrzostwa świata we Włoszech. 20-letni Alen nie zagrał tam ani minuty, gdyż Osim postawił w ataku na duet Zlatko Vujović – Darko Pančev.
Po rozpadzie Jugosławii, Bokšić zagrał za to w reprezentacji Chorwacji. Zadebiutował w niej za kadencji Vlatko Markovicia, a było to 25 czerwca 1993 roku w Zagrzebiu, gdy Chorwacja wygrała 3:1 w towarzyskim meczu z Ukrainą. Swoją pierwszą bramkę w kadrze Bokšić zdobył także w meczu z reprezentacją Ukrainy, miało to miejsce 25 marca 1995 roku także na stadionie Maksimir w Zagrzebiu. Chorwaci pokonali wtedy Ukraińców 4:0, a był to mecz w ramach kwalifikacji do Euro 96. Bokšić był także w kadrze na samych mistrzostwach, odbywających się w Anglii. Zagrał tam jednak tylko w pierwszym meczu przeciwko reprezentacji Turcji (1:0). Kolejną wielką imprezą w karierze Bokšicia miały być Mistrzostwa Świata we Francji. Jednak tuż przed mistrzostwami doznał wspomnianej już kontuzji kolana, musiał poddać się operacji i stał się wielkim nieobecnym na tej imprezie, a Chorwaci nieoczekiwanie wywalczyli brązowy medal. Na Mistrzostwach Świata Alen zagrał dopiero w 2002 roku na Mistrzostwach Świata w Korei Południowej i Japonii. Bokšić, który liczył wówczas 32 lata, zagrał we wszystkich 3 meczach swojej drużyny, bramki nie zdobył, a Chorwacja niestety nie wyszła wówczas z grupy. Swój ostatni mecz w kadrze chorwackiej Alen Bokšić rozegrał 12 października 2002 roku w Sofii, gdy Chorwacja przegrała z gospodarzami, Bułgarią 0:2 w ramach kwalifikacji do Euro 2004. Ogółem w kadrze Bokšić zagrał 40 meczów i zdobył 10 bramek.

## Sukcesy
- Puchar Mistrzów z Olympique Marsylia 1993
- Puchar Zdobywców Pucharów z Lazio 1999
- mistrzostwo Francji (odebrane za korupcję) z Olympique Marsylia 1993
- mistrzostwo Włoch z Juventusem 1997 i Lazio 2000
- Puchar Włoch z Lazio 1998
- Puchar Jugosławii z Hajdukiem Split 1991
- Puchar Ligi Jugosłowiańskiej z Hajdukiem Split 1987, 1991
- udział w MŚ 2002 z reprezentacją Chorwacji
- udział w ME 1996 z reprezentacją Chorwacji

## Odznaczenia
- Order Chorwackiej Koniczyny (1998)[1]